# Chrystian & Ralf: Super 3
Chrystian & Ralf: Super 3 é uma coletânea da dupla sertaneja brasileira Chrystian & Ralf, lançada em 2008. Recebeu disco de ouro pelas 50 mil cópias vendidas.

## Faixas
1. "Que Queres Tu de Mim"
2. "Chora Peito"
3. "Só Mais Um Caso de Amor"
4. "Nova York"
5. "O Show Vai Começar"
6. "Poeira"
7. "Telefone Mudo"
8. "A Saideira"
9. "Estação Paraíso"
10. "Minha Vida Sem Ela"
11. "A Vaca Já Foi Pro Brejo"
12. "Ladrão de Mulher"
13. "Já Passou"
14. "Saudade"
15. "Ausência"
16. "Dez Minutos"
17. "Camas Separadas"
18. "Brigas"
19. "Desejo de Amar"
20. "De Cara Cheia"
21. "Amargurado" (part. Tião Carreiro)
22. "Vestido de Seda"
23. "Amor Demais"
24. "É Só Dizer o Preço"
25. "Louco Por Ela"
26. "Machucando o Coração"
27. "Noite"
28. "Yolanda"
29. "Cheiro de Shampoo"
30. "A Morte do Carreiro"
31. "Marcas"
32. "Minha Gioconda (Mia Gioconda)" (part. Agnaldo Rayol)
33. "Já Passou"
34. "É Desse Jeito Que a Gente Se Ama"
35. "Camisa Manchada"
36. "Naquela Rua Não Passo Mais"
37. "Prazer por Prazer"
38. "Só Mais Um Caso de Amor"
39. "Trato é Trato"
40. "Boca Louca"
41. "Sensível Demais"
42. "Oito Segundos"

## Certificações
| Brasil (ABPD)                             | Ouro | 2008 | 50.000* |
| *número de vendas baseado na certificação |      |      |         |